# Vernon Dobtcheff
Vernon Dobtcheff (Nimes, França; 14 d'agost de 1934) és un actor francès, més conegut per les seves nombroses aparicions en sèries de televisió i pel·lícules.

## Biografia
Dobtcheff va néixer en Nîmes, França, d'una família d'ascendència russa.
Va estudiar a l'Ascham Preparatory School a Eastbourne, Sussex en la dècada de 1940, on va guanyar l'Acting Cup.

## Carrera
Vernon ha aparegut en nombroses sèries de televisió entre elles Roma, Largo Winch, Relic Hunter, Highlander: The Raven, Merlin, The Famous Five, Highlander: The Series, Agatha Christie's Poirot, Mr. Majeika, Till We Meet Again, War and Remembrance, Fortunes of War, A.D., Marco Polo, entre moltes altres més...
En 1969 va interpretar al científic en cap en la història "The War Games" de la sèrie Doctor Who. Ha aparegut en pel·lícules com The Day of the Jackal (1973), Murder on the Orient Express (1974), L'espia que em va estimar (1977), Indiana Jones i l'última croada (1989) i Abans de la posta (2004). En les seves memòries de 2006, Red Carpets and Other Banana Skins, l'actor britànic Rupert Everett descriu una trobada amb Dobtcheff al tren vaixell a París, i revela la seva extraordinària reputació com a "sant patró". " de la professió d'actor, afirmant que Dobtcheff "era llegendari no tant per la seva interpretació com per la seva capacitat màgica d'atrapar cada primera nit al país".
En el 2011 es va unir com a personatge recurrent a la nova sèrie The Borgias on va interpretar al Cardenal Julius Verscucci, fins al final de la sèrie en el 2013.
En el 2015 es va unir a l'elenc de la pel·lícula Killing Jesus on va interpretar al profeta Isaiah.

## Filmografia seleccionada

### Cinema
| Any  | Títol                                           | Personatge                | Notas                                                                                   |
| ---- | ----------------------------------------------- | ------------------------- | --------------------------------------------------------------------------------------- |
| 2015 | Killing Jesus                                   | Isaiah                    | amb Stephen Moyer, Rufus Sewell, John Rhys-Davies, Kelsey Grammer & Eoin Macken         |
| 2014 | Il ragazzo invisibile                           | Artiglio                  | amb Ludovico Girardello, Valeria Golino, Fabrizio Bentivoglio & Christo Jivkov          |
| 2014 | Horsehead                                       | George                    | amb Murray Head, Philippe Nahon, Joe Sheridan, Paul Bandey & Emmanuel Bonami            |
| 2014 | Seven Lucky Gods                                | Lawrence                  | amb Nik Xhelilaj, Christopher Villiers, Alison Peebles, Kate Maravan & Alexandra Boyd   |
| 2013 | La grande bellezza                              | Arturo                    | amb Toni Servillo, Carlo Verdone, Sabrina Ferilli & Carlo Buccirosso                    |
| 2012 | La vie d'une autre                              | Dimitri Speranski         | amb Juliette Binoche, Mathieu Kassovitz, Aure Atika, Danièle Lebrun & François Berléand |
| 2012 | Zarafa                                          | El vell                   | amb Max Renaudin Pratt, Simon Abkarian, Roger Dumas & Ronit Elkabetz                    |
| 2012 | La clinique de l'amour!                         | Johnattan Stork           | amb Bruno Salomone, Artus de Penguern, Héléna Noguerra & Natacha Lindinger              |
| 2011 | Le passage                                      | Home vell                 | curt - amb Fanny Capretta, Cindy Colpaert, Pierre Hatet & Philippe Ohrel                |
| 2010 | La saison des mutants                           | -                         | curt                                                                                    |
| 2010 | Undisputed III: Redemption                      | Rezo                      | amb Scott Adkins & Mark Ivanir                                                          |
| 2010 | Godforsaken                                     | Cirujano                  | amb Annabel Wright, Trevor White, Nick Ashdon, Graham Bohea & Dominic Mafham            |
| 2010 | Déjà jeudi                                      | -                         | curt - amb Félixe De Becker & Régis Le Rohellec                                         |
| 2010 | Depuis demain                                   | Basile                    | curt - amb Cyril Guei, Eric Herson-Macarel, Félix Moati & Lizzie Brocheré               |
| 2010 | Cercando Maria                                  | Sacerdote                 | amb Gilberto Idonea                                                                     |
| 2009 | Première classe                                 | Charles                   | curt                                                                                    |
| 2008 | Accordez-moi                                    | Joseph Von Stieglitz      | curt                                                                                    |
| 2006 | Hors de prix                                    | Jacques                   | amb Audrey Tautou & Gad Elmaleh                                                         |
| 2005 | Othello: A South African Tale                   | Brabantio                 | amb Hakeem Kae-Kazim & Candice Hillebrand                                               |
| 2004 | Abans de la posta                               | Gerente de Librería       | amb Ethan Hawke                                                                         |
| 2001 | Largo Winch: The Heir                           | Padre Maurice de Beliveau | amb Paolo Seganti & Sydney Penny                                                        |
| 2001 | The Body                                        | Monseñor                  | amb Antonio Banderas, Olivia Williams, Derek Jacobi, John Shrapnel & Jason Flemyng      |
| 2000 | David Copperfield                               | Quinion                   | amb Hugh Dancy, Michael Richards & Sally Field                                          |
| 2000 | Catherine the Great                             | Naryshkin                 | amb Catherine Zeta-Jones & John Rhys-Davies                                             |
| 1997 | Anna Karenina                                   | Pestov                    | amb Sophie Marceau, Sean Bean & Danny Huston                                            |
| 1997 | Love in the Ancient World                       | Home sopant               | amb Allan Corduner, Mario Frangoulis, Karl Gibbs & Paul Herzberg                        |
| 1995 | England, My England                             | Dr. Spratt                | amb Simon Cawoll, Letitia Dean & Corin Redgrave                                         |
| 1993 | M. Butterfly                                    | Riyumin                   | amb Jeremy Irons & John Lone                                                            |
| 1992 | The First Circle                                | -                         | amb Victor Garber, Dominic Raacke & F. Murray Abraham                                   |
| 1990 | Hamlet                                          | Reynaldo                  | amb Mel Gibson, Glenn Close & Helena Bonham Carter                                      |
| 1990 | Fuga dal paradiso                               | Merrill                   | amb Inés Sastre & Horst Buchholz                                                        |
| 1990 | The Plot to Kill Hitler                         | Fellgiebel                | amb Jonathan Hyde & Rupert Graves                                                       |
| 1989 | Jeniec Europy                                   | Hudson Lowe               | amb François Berléand                                                                   |
| 1989 | Indiana Jones i l'última croada                 | Majordom                  | amb Harrison Ford & Sean Connery                                                        |
| 1987 | Poor Little Rich Girl: The Barbara Hutton Story | Jules Glassner            | amb Farrah Fawcett                                                                      |
| 1986 | El nom de la rosa                               | Hugh de Newcastle         | amb Sean Connery & Christian Slater                                                     |
| 1986 | Caravaggio                                      | Amant de l’art            | amb Nigel Terry & Sean Bean                                                             |
| 1984 | Much Ado About Nothing                          | Don John                  | amb Lee Montague                                                                        |
| 1981 | Troilus & Cressida                              | Agamenó                   | amb Charles Gray                                                                        |
| 1978 | Romeo & Juliet                                  | Apotecari                 | amb Alan Rickman                                                                        |
| 1977 | L'espia que em va estimar                       | Max Kalba                 | amb Roger Moore & Barbara Bach                                                          |
| 1975 | Le Sauvage                                      | Coleman                   | amb Yves Montand & Catherine Deneuve                                                    |
| 1974 | Murder on the Orient Express                    | Conserje                  | amb Albert Finney, Lauren Bacall & Jacqueline Bisset                                    |
| 1974 | The Marseille Contract                          | Lazar                     | amb Michael Caine & Anthony Quinn                                                       |
| 1971 | Mary, Queen of Scots                            | Duc De Guise              | amb Vanessa Redgrave & Glenda Jackson                                                   |
| 1971 | Nicolau i Alexandra                             | Dr. Lazovert              | amb Harry Andrews & Janet Suzman                                                        |
| 1970 | Darling Lili                                    | Mendoza                   | amb Julie Andrews & Rock Hudson                                                         |
| 1970 | The Beast in the Cellar                         | Newsmith                  | amb Flora Robson, Chris Chittell & T. P. McKenna                                        |
| 1969 | Anna dels mil dies                              | Mendoza                   | amb Richard Burton & Geneviève Bujold                                                   |
| 1969 | The Assassination Bureau                        | Baró Muntzof              | amb Oliver Reed & Diana Rigg                                                            |
| 1968 | Sentència per a un dandi                        | Stein                     | amb Laurence Harvey & Mia Farrow                                                        |
| 1967 | The Taming of the Shrew                         | Pedant                    | amb Elizabeth Taylor & Richard Burton                                                   |

### Sèries de televisió
| Any         | Títol                                    | Personatge                 | Notes                                               |
| ----------- | ---------------------------------------- | -------------------------- | --------------------------------------------------- |
| 2017        | The Durrells                             | Mr. Kralefsky              | episodi # 2.2                                       |
| 2017        | Emerald City                             | Hombre                     | 2 episodis                                          |
| 2015        | Jonathan Strange & Mr Norrell            | Laurence Strange           | episodi "Chapter One: The Friends of English Magic" |
| 2015        | Peplum                                   | Plutarque                  | episodi # 1.2                                       |
| 2011 - 2013 | The Borgias                              | Cardenal Julius Verscucci  | 18 episodis                                         |
| 2008        | Apparitions                              | Pietro Fonti               | episodi # 1.4                                       |
| 2007 - 2008 | Grand Star                               | Tshishenish                | 6 episodis                                          |
| 2007        | La légende des 3 clefs                   | Antropólogo Gilles Clément | miniserie                                           |
| 2007        | Roma                                     | Rabbi                      | episodi "Philippi"                                  |
| 2001        | Largo Winch                              | Padre Maurice de Beliveau  | 2 episodis                                          |
| 2001        | Relic Hunter                             | Anthony Cureton            | episodi "The Royal Ring"                            |
| 1999        | Highlander: The Raven                    | Conde Van Der Meer         | episodi "Dead or Arrival"                           |
| 1998        | Merlin                                   | Primer Médico              | miniserie                                           |
| 1997        | The Odyssey                              | Egipte                     | miniserie                                           |
| 1997        | The Famous Five                          | Mr. Roland                 | episodi "Five Go Adventuring Again"                 |
| 1996        | Highlander: El inmortal                  | Hamad                      | episodi "Promises"                                  |
| 1995        | Agatha Christie's Poirot                 | Simeon Lee                 | episodi "Hercule Poirot's Christmas"                |
| 1988 - 1990 | Mr. Majeika                              | Mago Marks                 | 2 episodis                                          |
| 1989        | Till We Meet Again                       | Felix Penroux              | 2 episodis                                          |
| 1988        | War and Remembrance                      | Henri Dulle                | episodi "Part 6"                                    |
| 1987        | Fortunes of War                          | Hadjimoscos                | miniserie 2 episodis                                |
| 1985        | A.D.                                     | Flavi Sabí                 | miniserie 5 episodis                                |
| 1983        | Marco Polo                               | Pietro d'Abano             | miniserie 2 episodis                                |
| 1981        | Masada                                   | Cap dels sacerdots         | 4 episodis                                          |
| 1978        | Lillie                                   | Sir George Lewis           | 3 episodis                                          |
| 1975        | Michel Strogoff                          | Blount                     | miniserie 7 episodis                                |
| 1973        | The Rivals of Sherlock Holmes            | Molbech                    | episodi "The Sensible Action of Lieutenant Hoist"   |
| 1970        | Ace of Wands                             | Senyor Zandar              | 4 episodis                                          |
| 1969        | Doctor Who                               | Científic                  | 3 episodis                                          |
| 1967        | The Further Adventures of the Musketeers | Monsenyor de Gondy         | 6 episodis                                          |
| 1966        | Breaking Point                           | Hedworth                   | 5 episodis                                          |

### Teatre
| Any         | Obra               | Personatge | Director    | Teatre           | Notes                                                |
| ----------- | ------------------ | ---------- | ----------- | ---------------- | ---------------------------------------------------- |
| 1965        | The Game As Played | -          | -           | New Arts Theatre | amb Denholm Elliott, George Murcell & Bryan Pringle  |
| 1960 - 1961 | Mary Stuart        | -          | Philip Dale | Old Vic Theatre  | amb Gwen Watford, Robert Harris & Barbara Leigh-Hunt |